# Leucania opada
Leucania opada là một loài bướm đêm trong họ Noctuidae.